# Evangeliumsquartett
Das Evangeliumsquartett war ein Männerchor. Aus einem Quartett erwachsen war es in den 1960er- und später in den 1980er-Jahren innerhalb der christlichen Musikszene unter der Leitung von Johannes Haas aktiv.

## Geschichte
1958 wurde das Evangeliumsquartett von Johannes Haas gegründet. In wechselnder Besetzung sang es in den darauf folgenden Jahren zahlreiche Lieder für Schallplatten und Rundfunksendungen des Verlags Frohe Botschaft im Lied, heute Gerth Medien, ein und wirkte bei vielen christlichen Veranstaltungen mit.
Nach langjähriger Pause wurde das Männerquartett 1980 erneut von seinem Verlag zu Studioaufnahmen gerufen, um zunächst die begehrten alten Monoaufnahmen durch Stereoversionen zu ersetzen, aber auch neue Lieder einzuspielen. Aus dem schon zu alten Zeiten zu groß geratenen Quartett von etwa zehn Personen wurde nun ein über zwanzig Stimmen starker Chor. Mit diesem präsentierte Johannes Haas 1980 und 1983 zwei Langspielplatten mit geistlichen Männerchorwerken und -liedern.

## Diskografie

### Alben der 1980er-Jahre
| Jahr | Titel                              | Künstler            | Verlag       |
| ---- | ---------------------------------- | ------------------- | ------------ |
| 1980 | Mein ist der Heiland               | Evangeliumsquartett | Gerth Medien |
| 1983 | Jesus Christus, ich glaube an dich | Evangeliumsquartett | Gerth Medien |

### Kompilationsalben mit Singles der 1950er- und 1960er-Jahre
| Jahr | Titel                                | Verlag       |
| ---- | ------------------------------------ | ------------ |
| 1977 | Ich weiß, dass mein Erlöser lebt     | Gerth Medien |
| 1994 | Ja, damals                           | Gerth Medien |
| 1995 | Ja, damals 2                         | Gerth Medien |
| 1995 | Ja, damals 4                         | Gerth Medien |
| 1996 | Ja, damals 5                         | Gerth Medien |
| 1997 | Ja, damals 9                         | Gerth Medien |
| 1999 | Ja, damals 12                        | Gerth Medien |
| 2005 | Unvergessen 1 – Lieder, die bleiben  | Gerth Medien |
| 2006 | Unvergessen 2 – Lieder, die bleiben  | Gerth Medien |
| 2007 | Unvergessen 3 – Lieder, die bleiben  | Gerth Medien |
| 2007 | Unvergessen 5 – Lieder, die bleiben  | Gerth Medien |
| 2008 | Unvergessen 6 – Lieder, die bleiben  | Gerth Medien |
| 2012 | Unvergessen 10 – Lieder, die bleiben | Gerth Medien |

### Weitere Kompilationsalben
| Jahr | Titel                                                                        | Verlag       | Anmerkung                                                        |
| ---- | ---------------------------------------------------------------------------- | ------------ | ---------------------------------------------------------------- |
| 1992 | Ich bete an die Macht der Liebe                                              | Gerth Medien | Zusammenstellung aus den LPs 1980 und 1983                       |
| 1999 | Die schönsten Lieder aus „Ja, damals“                                        | Gerth Medien | Zusammenstellung der Reihe Ja, damals                            |
| 2009 | Auf Adlers Flügeln getragen. Unvergessen – Die schönsten Lieder, die bleiben | Gerth Medien | Zusammenstellung aus der Reihe Unvergessen – Lieder, die bleiben |